# Gregory Jarvis
Gregory Bruce Jarvis (Detroit, 24 augustus 1944 – Cape Canaveral, 28 januari 1986) was een Amerikaans ruimtevaarder. Hij overleed tijdens de ramp met de Spaceshuttle Challenger.
In 1984 werd Jarvis geselecteerd als astronaut door NASA. Hij nam deel aan STS-51-L als payload specialist. De 10e vlucht van de Challenger zou een communicatiesatelliet voor het spaceshuttleprogramma in de ruimte brengen, maar ontplofte na 73 seconden.